# Гесслинг, Катрин
Катрин Гесслинг (фр. Catherine Hessling; урождённая Андре Мадлен Геслинг, 22 июня 1900[…], Моронвийе, Марна — 28 сентября 1979[…], Ла-Сель-Сен-Клу, Ивелин) — французская актриса и модель. Первая жена французского режиссёра Жана Ренуара и последняя натурщица его отца, художника-импрессиониста Огюста Ренуара. Всего за свою карьеру снялась в пятнадцати (преимущественно немых) фильмах, в том числе в ряде фильмов Жана Ренуара.

## Биография и творчество
Андре Мадлен Гесслинг (Эшлинг, Хесслинг) родилась 22 июня 1900 года в деревне Моронвилье (Моронвийе), департамент Марна, недалеко от Реймса. В семье было три дочери: Жанна, Люси и Андре. Существует несколько версий знакомства Дедэ (Dédée), как она себя называла, с Огюстом Ренуаром. По одной из них, она приехала в Кань-сюр-Мер из Ниццы. Его жена Алина дала объявление о том, что художнику требуется натурщица. На него откликнулась Люси, однако она не совсем подошла, так как была на его вкус довольно худощава. В ответ она сказала, что у неё есть пухленькая сестра — Катрин. Алина познакомилась с ней и представила своему тяжело больному мужу. Огюст был восхищён новой натурщицей и с радостью принял её. «Как же она красива! Я выглядел все свои старые глаза о её молодую кожу, и увидел, что я не мастер, а ребёнок» (Qu’elle est belle ! J’ai usé mes vieux yeux sur sa jeune peau et j’ai vu que je n’étais pas un maître mais un enfant).   

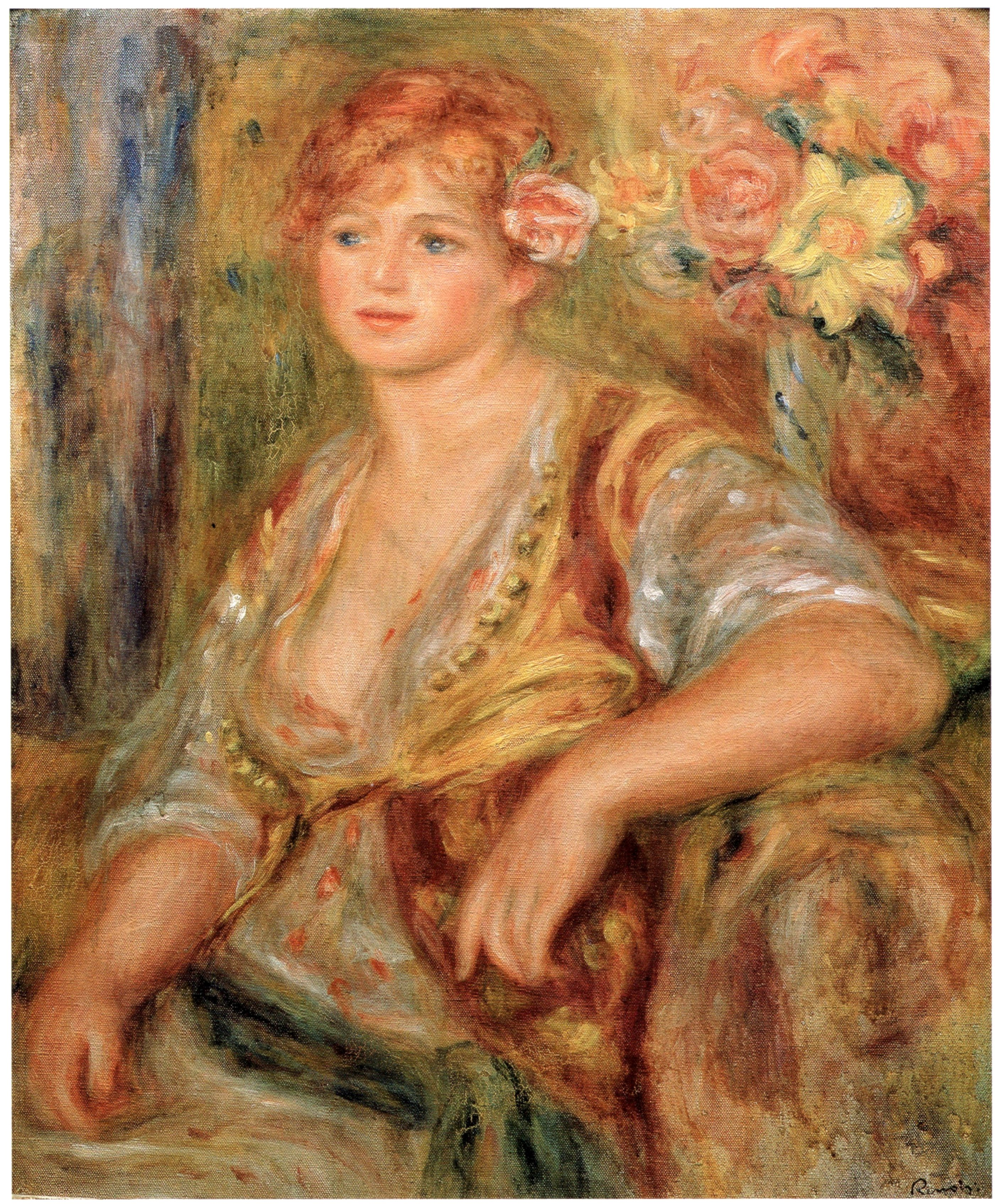
Катрин Гесслинг на картине Огюста Ренуара «Блондинка с розой» (ок. 1915—1917). Париж, Музей Оранжери

Знакомство девушки с мастером члены семьи относили к весне 1915 года, хотя высказывались предположения, что это не соответствует действительности. По другой версии, натурщицу и Ренуара зимой 1917 года познакомил Анри Матисс, живший в то время в Ницце и познакомившийся со своим старшим коллегой. Известно, что Катрин тогда «хорошо зарабатывала, позируя в Академии живописи Ниццы». На виллу «Колетт», где жили Ренуары, она приезжала из Ниццы на трамвае и возвращалась к себе вечером. Часто её провожал Жан Ренуар, служивший во время Первой мировой войны в авиации и который после перевода в Ниццу стал видеться с ней ещё чаще. В ночь со второго на третье января 1919 года Огюст Ренуар умирает. Он оставил более сотни работ, на которых запечатлел свою модель. Жан Ренуар писал позже: «Дедэ обожала моего отца, который платил ей той же монетой. Утром она влетала в ателье, где её уже ждал Ренуар (Огюст). Готовясь к позированию, она громко распевала какую-нибудь уличную песенку. Это восхищало Ренуара, который считал, что дом без песен — могила». Жан также отмечал, что во многом на их решении пожениться повлияла их «общая страсть» — кинематограф. Жан и Катрин поженились 24 января 1920 года в мэрии Кань-сюр-Мер.
Увидев «Костёр пылающий» Ивана Мозжухина, Ренуар решил посвятить себя кино. Первым фильмом, в котором зритель смог познакомиться с Катрин Гесслинг, стала «Дочь воды» — мелодраматическая история злоключений юной сиротки. Сценарий фильма писался с тем расчётом, чтобы подчеркнуть необычную пластическую выразительность, которой была одарена Катрин Гесслинг. Ренуару как богатому любителю кино было несложно финансировать фильм «Катрин» с участием его жены. «Я подчёркиваю тот факт, что в мир кино я вступил лишь в надежде создать из своей жены „звезду“», — говорил он. Стремясь снять фильм «Нана» на уровне мировых стандартов, Ренуар основал фирму и не жалел средств на его производство. Он пригласил работать знаменитых немецких актёров Вернера Краусса и Валеску Герт, которые с его другом Жаном Анжело и его женой Катрин должны были составить великолепный ансамбль. Подводя итог работы в немом кинематографе, Ренуар заявил: «Я снял всего один фильм — „Нана“; остальное — это спорт и коммерция…» Жак Лурсель писал по поводу этого фильма: «Аскетичностью некоторых декораций (кроме роскошного дворца Нана, где чувствуется влияние Штрохайма), стилизованной, зачастую механической и резкой манерой игры, навязанной актёрам (Катрин Эссленг похожа на маленькую обескровленную куклу в гриме японки), фильм тяготеет к абстракционизму». В 1926 году Ренуар снял «Чарльстон», вышедший на экраны в 1927 году. Он был вдохновлён захлестнувшими Париж джазовой музыкой и модным танцем чарльстон, исполнением которого прославился танцор Джонни Хиггингс. Катрин уговорила снять мужа короткометражку, где вместе с Хиггинсом исполнила главные роли. Теоретик кино Андре Базен, который назвал Гесслинг настоящей владычицей немых картин Ренуара, писал, что в этом фильме он «занят не столько работой со своей исполнительницей в зависимости от её персонажа и драматургии сцены», сколько демонстрацией её в «максимальном количестве поз». Он характеризовал сценарий как «незначительный и причудливый», который был призван лишь для «необычного и беспорядочного показа Катрин Гесслинг». Это мнение во многом разделял и Франсуа Трюффо, увидевший в этом фильме усиление тенденции на эксплуатацию эротичности жены Ренуара, начавшейся ещё с «Нана». Также по его мнению, «этот дебош голых ляжек и грудей, демонстрируемых танцовщицей в плавках и полураскрытом корсаже, шокировал публику».
В 1928 году Ренуаром был поставлен их последний совместный фильм «Девочка со спичками», в котором, по мнению историка кино Жоржа Садуля: «Феерия, замысленная Ренуаром в духе Андерсена, была, безусловно, лучшим эпизодом фильма, в котором Катрин Хесслинг выглядела слишком жеманной. Но это скрещение Мельеса с экспрессионистами принесло Ренуару меньше, чем сочетание Золя со Штрогеймом». Сам Ренуар писал: «Она исполняла роль героини Андерсена в стиле танцевального номера. Это была её мечта, и я счастлив, что помог актрисе осуществить её в этом фильме…» Катрин не смогла простить Ренуару отказ снимать её в фильме «Сука» в роли, которая ей очень подходила (по его собственному мнению), но в которой не пожелала её видеть студия, на которой снимался фильм. Ренуар в своих мемурах писал: «Я предложил ей не жертвовать мной и отказаться играть в „Суке“. Она с этим не согласилась, надеясь, что я стану настаивать. Но я не настаивал: это стало концом нашей совместной жизни, которая могла бы продолжаться под знаком счастья. Кино оказалось для нас жестоким божеством». В начале 1930-х годов их отношения окончательно испортились и они стали проживать отдельно: Жан переселился в Медон, предоставив в распоряжение жены парижскую квартиру на улице Миромениль. Во многом это было связано с тем, что в жизнь Ренуара вошла новая женщина — Маргерит Улле, ставшая впоследствии известной как Маргерит Ренуар. В 1927 году, работая над монтажом фильма «Малышка Лили» Альберто Кавальканти, она познакомилась с Жаном, сыгравшим в нём небольшую роль, а в 1929 году занималась монтажом его фильма «Блед».
В декабре 1933 года Катрин выступила в танцевальном вечере в Театре Елисейских полей. После этого переселилась в квартиру на улице Галилея, дом 56. Кроме Ренуара Гесслинг снималась  в фильмах и других режиссёров: Альберто Кавальканти «Крошка Лили» (1927), «На рейде», «Иветта», «Красная шапочка» (все 1928); И. Коха и Л. Райнигера («Погоня за счастьем», 1929), Г.-В. Пабста («Сверху вниз», 1933), Пьера Шеналя («Преступление и наказание», 1935). Экранизация романа Фёдора Достоевского, где она сыграла Лизу, стала последним фильмом, в котором снялась актриса.
В 1930-х годах прекратила сниматься в кино и отошла от светской жизни. Жан Ренуар написал в 1938 году о ней так: «Мои первые работы не представляют, на мой взгляд, никакого интереса. Вся их ценность заключена в игре Катрин Гесслинг: это была актриса потрясающая, слишком потрясающая для трусливых французских коммерсантов. В этом причина её исчезновения с экрана». Она не могла простить Жана и неоднократно отзывалась о нём публично крайне неодобрительно. Гесслинг умерла в Ла-Сель-Сен-Клу (пригород Парижа) 28 сентября 1979 года в возрасте 79 лет.

## Избранная фильмография
| Год  |   | Русское название               | Оригинальное название            | Роль       |
| ---- | - | ------------------------------ | -------------------------------- | ---------- |
| 1924 | ф | Катрина, или Жизнь без радости | Catherine ou Une vie sans Joie   | Катрина    |
| 1925 | ф | Дочь воды                      | La Fille de l'eau                | Гудула     |
| 1926 | ф | Нана                           | Nana                             | Нана       |
| 1927 | ф | Чарльстон                      | Sur un air de charleston         | Танцовщица |
| 1928 | ф | Девочка со спичками            | La Petite Marchande d'allumettes | Карен      |
| 1935 | ф | Преступление и наказание       | Crime et Châtiment               | Лиза       |

## В культуре
«Ренуар. Последняя любовь» (фр. Renoir) — кинофильм 2012 года режиссёра Жиля Бурдо о последних годах Огюста Ренуара (Мишель Буке). В нём рассказывается об отношениях Гесслинг (Криста Тере) с художником и о начале её романтических отношений с Жаном Ренуаром (Венсан Ротье).